# Elecciones regionales de La Libertad de 2014
Las elecciones regionales de La Libertad de 2014 se llevaron a cabo el 5 de octubre de 2014 para elegir al presidente regional, al vicepresidente regional y al Consejo Regional para el periodo 2015-2018. La elección se celebró simultáneamente con elecciones regionales y municipales (provinciales y distritales) en todo el Perú.
Como resultado de esta elección, César Acuña Peralta, candidato del Alianza para el Progreso, obtuvo el 43.58% de votos válidos y resultó electo como presidente regional de La Libertad.

## Sistema electoral
El Gobierno Regional de La Libertad es el órgano administrativo y de gobierno del departamento de La Libertad. Está compuesto por el presidente regional, el vicepresidente regional y el Consejo Regional.
La votación se realiza en base al sufragio universal, que comprende a todos los ciudadanos nacionales mayores de dieciocho años, empadronados y residentes en el departamento de La Libertad y en pleno goce de sus derechos políticos.
El presidente y vicepresidente regional son elegidos por sufragio directo. Para que un candidato sea proclamado ganador debe obtener no menos de 30 % de votos válidos. En caso ningún candidato logre ese porcentaje en la primera vuelta electoral, los dos candidatos más votados participan en una segunda vuelta o balotaje.
El Consejo Regional de La Libertad está compuesto por 12 consejeros elegidos por sufragio directo para un período de cuatro (4) años. Cada provincia del departamento de La Libertad constituye una circunscripción electoral. La votación es por lista cerrada y bloqueada. Se asigna a la lista ganadora los escaños según el método d'Hondt. La distribución y el número de consejeros regionales es la siguiente:
| Circunscripción | Escaños | Mapa |
| --- | ------- | ---- |
| Ascope, Bolívar, Chepén, Gran Chimú, Julcán, Otuzco, Pacasmayo, Pataz, Sánchez Carrión, Santiago de Chuco, Trujillo y Virú | 1       |      |

## Composición del Consejo Regional de La Libertad
La siguiente tabla muestra la composición del Consejo Regional de La Libertad antes de las elecciones.
| Partidos | Partidos                  | Consejeros |
| -------- | ------------------------- | ---------- |
|          | Partido Aprista Peruano   | 6          |
|          | Alianza para el Progreso  | 4          |
|          | Súmate–Perú Posible       | 1          |
|          | Partido Humanista Peruano | 1          |

## Partidos y candidatos
A continuación se muestra una lista de los principales partidos y alianzas electorales que participaron en las elecciones:
| Candidatura | Candidatura | Partidos y alianzas                                                                                | Candidato | Candidato                 | Ideología                                                          | Resultado previo | Resultado previo | Ref. |
| Candidatura | Candidatura | Partidos y alianzas                                                                                | Candidato | Candidato                 | Ideología                                                          | Votos (%)        | Con.             | Ref. |
| ----------- | ----------- | -------------------------------------------------------------------------------------------------- | --------- | ------------------------- | ------------------------------------------------------------------ | ---------------- | ---------------- | ---- |
|             | APRA        | Lista - Partido Aprista Peruano (APRA)                                                             |           | José Murgia Zannier       | Aprismo                                                            | 38.07%           | 6                |      |
|             | APP         | Lista - Alianza para el Progreso (APP)                                                             |           | César Acuña Peralta       | Liberalismo económico Conservadurismo liberal Populismo de derecha | 35.93%           | 4                |      |
|             | Súmate– R   | Lista - Súmate por una Nueva Libertad (Súmate–R) – Súmate (Súmate) – Nueva Libertad (R)            |           | Segundo Rodríguez Albán   | Regionalismo liberteño                                             | 12.81%           | 1                |      |
|             | PP          | Lista - Perú Posible (PP)                                                                          |           | Mario Espejo Villanueva   | Socioliberalismo Democracia liberal Tercera vía                    | 12.81%           | 1                |      |
|             | PPC         | Lista - Partido Popular Cristiano (PPC)                                                            |           | Hernán Cadenillas Luna    | Democracia cristiana Conservadurismo social Liberalismo económico  | 3.24%            | 0                |      |
|             | PHP         | Lista - Partido Humanista Peruano (PHP)                                                            |           | Víctor Esquivel Rodríguez | Humanismo Socialismo Ecosocialismo                                 | 3.17%            | 1                |      |
|             | AP          | Lista - Acción Popular (AP)                                                                        |           | Luis Montero Alvarado     | Humanismo Nacionalismo cívico Reformismo                           | 1.30%            | 0                |      |
|             | RN          | Lista - Restauración Nacional (RN)                                                                 |           | Juan Rabines Llontop      | Liberalismo económico Humanismo cristiano Evangelismo              | Nuevo            | Nuevo            |      |
|             | DD          | Lista - Democracia Directa (DD)                                                                    |           | Andrés Roncal Muñante     | Socialismo Nacionalismo de izquierda Ecologismo                    | Nuevo            | Nuevo            |      |
|             | FA          | Lista - Frente Amplio (FA)                                                                         |           | Óscar Felipe Ventura      | Socialismo Ecologismo Descentralización                            | Nuevo            | Nuevo            |      |
|             | PPS         | Lista - Perú Patria Segura (PPS)                                                                   |           | Víctor Meléndez Campos    | Conservadurismo liberal Liberalismo económico                      | Nuevo            | Nuevo            |      |
|             | MICOEE      | Lista - Movimiento Regional Independiente de Campesinos, Obreras, Empleados y Estudiantes (MICOEE) |           | Edgardo Armas Blengeri    | Regionalismo liberteño                                             | Nuevo            | Nuevo            |      |
|             | MRDSH       | Lista - Movimiento Regional para el Desarrollo con Seguridad y Honradez (MRDSH)                    |           | Carlos Iglesias León      | Regionalismo liberteño                                             | Nuevo            | Nuevo            |      |

## Sondeos de opinión
Las siguientes tablas enumeran las estimaciones de la intención de voto en orden cronológico inverso, mostrando las más recientes primero y utilizando las fechas en las que se realizó el trabajo de campo de la encuesta. Cuando se desconocen las fechas del trabajo de campo, se proporciona la fecha de publicación.

### Intención de voto
La siguiente tabla enumera las estimaciones ponderadas (sin incluir votos en blanco y nulos) de la intención de voto.
Leyenda:
     Sondeo realizado en el periodo de prohibición legal de la difusión de sondeos de intención de voto.
|                                       |                   |     |      |      |     |     |     |      |  |  |
| Elecciones regionales de 2014         | 5 oct 2014        | —   | 43.6 | 33.6 | 8.8 | 3.3 | 3.0 | 10.0 |  |  |
|                                       |                   |     |      |      |     |     |     |      |  |  |
| Ipsos Perú/América                    | 5 oct 2014        | ?   | 48.9 | –    | –   | –   | –   | ?    |  |  |
| Datum Internacional/Frecuencia Latina | 5 oct 2014        | ?   | 47.1 | 34.7 | –   | –   | –   | 12.4 |  |  |
| Ipsos Perú/América                    | 5 oct 2014        | ?   | 50.1 | 29.7 | 8.0 | –   | –   | 20.4 |  |  |
| Datum Internacional/Frecuencia Latina | 5 oct 2014        | ?   | 50.9 | 35.2 | 7.5 | –   | 2.2 | 15.7 |  |  |
| CPI/RPP                               | 23–26 sep 2014    | 550 | 58.6 | 30.8 | 4.6 | –   | –   | 27.8 |  |  |
| Ipsos Perú/El Comercio                | 24 sep 2014       | 400 | 64.1 | 30.8 | –   | –   | –   | 33.3 |  |  |
| Datum/Frecuencia Latina               | 20–22 sep 2014    | 400 | 53.6 | 23.7 | 8.3 | 3.0 | –   | 29.9 |  |  |
| Ipsos Perú/América                    | 21 sep 2014       | ?   | 69.4 | 29.2 | –   | –   | –   | 40.2 |  |  |
| CPI/RPP                               | 23 may–8 jun 2014 | 300 | 71.7 | 18.9 | –   | 3.1 | –   | 52.8 |  |  |
| Yo Consulto/Ok                        | 8–9 mar 2014      | 801 | 42.2 | 24.9 | –   | –   | –   | 17.3 |  |  |
| Klambp                                | 16 jul 2013       | ?   | 47.0 | 48.2 | –   | –   | –   | 1.2  |  |  |

### Preferencias de voto
La siguiente tabla enumera las preferencias de voto en bruto (incluyendo blancos, viciados y sin respuesta) y no ponderadas.
|                               |                   |     |      |      |     |     |     |      |      |      |  |  |
| Elecciones regionales de 2014 | 5 oct 2014        | —   | 36.4 | 28.1 | 7.4 | 2.7 | 2.5 | 16.4 | –    | 8.3  |  |  |
|                               |                   |     |      |      |     |     |     |      |      |      |  |  |
| Ipsos Perú/El Comercio        | 24 sep 2014       | 400 | 50   | 24   | –   | –   | –   | 9    | 13   | 26   |  |  |
| Ipsos Perú/América            | 21 sep 2014       | ?   | 50   | 21   | –   | –   | –   | 7    | 21   | 29   |  |  |
| Imasen/APP                    | 13 may 2014       | 601 | 47.5 | 12.6 | –   | –   | –   | –    | –    | 34.9 |  |  |
| CPI/RPP                       | 23 may–8 jun 2014 | 300 | 42.0 | 11.1 | –   | 1.8 | –   | 36.3 | 5.1  | 30.9 |  |  |
| Yo Consulto/Ok                | 8–9 mar 2014      | 801 | 34.5 | 20.4 | –   | –   | –   | –    | 18.2 | 14.1 |  |  |
| Klambp                        | 16 jul 2013       | ?   | 30.7 | 31.5 | –   | –   | –   | 29.5 | 5.2  | 0.8  |  |  |

## Resultados

### Gobierno Regional de La Libertad
|                      | César Acuña Peralta       | Alianza para el Progreso (APP)                                                             | 380,875   | 43.58 |  |  |
|                      | José Murgia Zannier       | Partido Aprista Peruano (APRA)                                                             | 293,510   | 33.58 |  |  |
|                      | Carlos Iglesias León      | Movimiento Regional para el Desarrollo con Seguridad y Honradez (MRDSH)                    | 76,921    | 8.80  |  |  |
|                      | Segundo Rodríguez Albán   | Súmate por una Nueva Libertad (Súmate–R)                                                   | 28,553    | 3.27  |  |  |
|                      | Edgardo Armas Blengeri    | Movimiento Regional Independiente de Campesinos, Obreras, Empleados y Estudiantes (MICOEE) | 26,056    | 2.98  |  |  |
|                      | Juan Rabines Llontop      | Restauración Nacional (RN)                                                                 | 24,036    | 2.75  |  |  |
|                      | Luis Montero Alvarado     | Acción Popular (AP)                                                                        | 9,728     | 1.11  |  |  |
|                      | Víctor Esquivel Rodríguez | Partido Humanista Peruano (PHP)                                                            | 9,683     | 1.11  |  |  |
|                      | Andrés Roncal Muñante     | Democracia Directa (DD)                                                                    | 6,934     | 0.79  |  |  |
|                      | Hernán Cadenillas Luna    | Partido Popular Cristiano (PPC)                                                            | 6,233     | 0.71  |  |  |
|                      | Óscar Felipe Ventura      | Frente Amplio (FA)                                                                         | 4,552     | 0.52  |  |  |
|                      | Víctor Meléndez Campos    | Perú Patria Segura (PPS)                                                                   | 3,767     | 0.43  |  |  |
|                      | Hernán Cadenillas Luna    | Perú Posible (PP)                                                                          | 3,093     | 0.35  |  |  |
|                      |                           |                                                                                            |           |       |  |  |
| Total                | Total                     | Total                                                                                      | 873,941   |       |  |  |
|                      |                           |                                                                                            |           |       |  |  |
| Votos válidos        | Votos válidos             | Votos válidos                                                                              | 873,941   | 83.63 |  |  |
| Votos en blanco      | Votos en blanco           | Votos en blanco                                                                            | 90,098    | 8.62  |  |  |
| Votos nulos          | Votos nulos               | Votos nulos                                                                                | 81,023    | 7.75  |  |  |
| Votos emitidos       | Votos emitidos            | Votos emitidos                                                                             | 1,045,062 | 83.74 |  |  |
| Abstenciones         | Abstenciones              | Abstenciones                                                                               | 202,964   | 16.26 |  |  |
| Votantes registrados | Votantes registrados      | Votantes registrados                                                                       | 1,248,026 |       |  |  |
|                      |                           |                                                                                            |           |       |  |  |
| Fuente:              |                           |                                                                                            |           |       |  |  |

### Consejo Regional de La Libertad
|                        |                                                                                            |              |              |              |         |         |
| Partidos y coaliciones | Partidos y coaliciones                                                                     | Voto popular | Voto popular | Voto popular | Escaños | Escaños |
| Partidos y coaliciones | Partidos y coaliciones                                                                     | Votos        | %            | ±pp          | Total   | +/−     |
|                        | Alianza para el Progreso (APP)                                                             | 307,611      | 37.15        | +2.39        | 8       | +4      |
|                        | Partido Aprista Peruano (APRA)                                                             | 265,946      | 32.12        | –4.29        | 1       | –5      |
|                        | Movimiento Regional para el Desarrollo con Seguridad y Honradez (MRDSH)                    | 103,909      | 12.55        | Nuevo        | 0       | ±0      |
|                        | Súmate por una Nueva Libertad (Súmate–R)                                                   | 36,267       | 4.38         | n/a          | 1       | ±0      |
|                        | Movimiento Regional Independiente de Campesinos, Obreras, Empleados y Estudiantes (MICOEE) | 34,338       | 4.15         | Nuevo        | 0       | ±0      |
|                        | Restauración Nacional (RN)                                                                 | 31,309       | 3.78         | Nuevo        | 2       | +2      |
|                        | Partido Humanista Peruano (PHP)                                                            | 12,588       | 1.52         | –2.18        | 0       | –1      |
|                        | Acción Popular (AP)                                                                        | 11,109       | 1.34         | –0.27        | 0       | ±0      |
|                        | Democracia Directa (DD)                                                                    | 7,014        | 0.85         | Nuevo        | 0       | ±0      |
|                        | Perú Patria Segura (PPS)                                                                   | 5,797        | 0.70         | Nuevo        | 0       | ±0      |
|                        | Frente Amplio (FA)                                                                         | 5,341        | 0.65         | Nuevo        | 0       | ±0      |
|                        | Perú Posible (PP)                                                                          | 3,736        | 0.45         | n/a          | 0       | ±0      |
|                        | Partido Popular Cristiano (PPC)                                                            | 3,075        | 0.37         | –3.74        | 0       | ±0      |
|                        |                                                                                            |              |              |              |         |         |
| Total                  | Total                                                                                      | 828,040      |              |              | 12      | ±0      |
|                        |                                                                                            |              |              |              |         |         |
| Votos válidos          | Votos válidos                                                                              | 828,040      | 79.23        | +2.43        |         |         |
| Votos en blanco        | Votos en blanco                                                                            | 135,741      | 12.99        | –2.11        |         |         |
| Votos nulos            | Votos nulos                                                                                | 81,281       | 7.78         | –0.32        |         |         |
| Votos emitidos         | Votos emitidos                                                                             | 1,045,062    | 83.74        | –1.77        |         |         |
| Abstenciones           | Abstenciones                                                                               | 202,964      | 16.26        | +1.77        |         |         |
| Votantes registrados   | Votantes registrados                                                                       | 1,248,026    |              |              |         |         |
|                        |                                                                                            |              |              |              |         |         |
| Fuente:                |                                                                                            |              |              |              |         |         |

#### Resultados por provincia
| Provincia         | APP    | APP  | APRA | APRA | MRDSH | MRDSH | S–R  | S–R | MICOEE | MICOEE | RN   | RN  | PHP  | PHP | AP   | AP  | DD  | DD  | PPS | PPS | FA  | FA  | PP  | PP  | PPC  | PPC |  |
| Provincia         | %      | E    | %    | E    | %     | E     | %    | E   | %      | E      | %    | E   | %    | E   | %    | E   | %   | E   | %   | E   | %   | E   | %   | E   | %    | E   |  |
| ----------------- | ------ | ---- | ---- | ---- | ----- | ----- | ---- | --- | ------ | ------ | ---- | --- | ---- | --- | ---- | --- | --- | --- | --- | --- | --- | --- | --- | --- | ---- | --- |  |
| Provincia         | Ascope | 47.2 | 1    | 32.0 | –     | 11.6  | –    | 2.0 | –      | 0.6    | –    | 0.5 | –    | 2.3 | –    | 0.6 | –   | 1.2 | –   | 0.6 | –   | 0.9 | –   | 0.4 | –    |     |  |
| Bolívar           | 25.1   | 1    | 17.9 | –    | 24.1  | –     | 0.6  | –   | 1.1    | –      | 1.1  | –   | 0.7  | –   |      |     | 0.0 | –   | 3.1 | –   |     |     | 2.1 | –   | 24.2 | –   |  |
| Chepén            | 35.8   | 1    | 28.0 | –    | 7.6   | –     | 0.9  | –   | 15.7   | –      | 0.5  | –   | 0.6  | –   | 4.6  | –   | 1.5 | –   | 2.0 | –   | 2.0 | –   |     |     | 0.7  | –   |  |
| Gran Chimú        | 37.0   | 1    | 24.3 | –    | 27.9  | –     | 0.6  | –   | 0.2    | –      | 5.5  | –   | 1.8  | –   | 1.0  | –   | 0.7 | –   | 0.1 | –   | 0.2 | –   |     |     | 0.5  | –   |  |
| Julcán            | 28.2   | –    | 16.7 | –    | 5.1   | –     | 0.6  | –   | 1.5    | –      | 30.4 | 1   | 10.8 | –   | 1.7  | –   | 0.8 | –   | 0.1 | –   | 0.5 | –   | 3.6 | –   |      |     |  |
| Otuzco            | 13.8   | –    | 20.5 | –    | 1.2   | –     | 0.2  | –   | 26.7   | –      | 33.7 | 1   | 2.9  | –   |      |     |     |     | 0.6 | –   | 0.2 | –   | 0.2 | –   |      |     |  |
| Pacasmayo         | 47.3   | 1    | 22.5 | –    | 14.4  | –     | 0.9  | –   | 0.7    | –      | 1.3  | –   | 0.8  | –   | 1.9  | –   |     |     | 5.5 | –   | 0.7 | –   | 1.4 | –   | 2.6  | –   |  |
| Pataz             | 19.2   | –    | 22.0 | –    | 1.1   | –     | 22.1 | 1   | 0.5    | –      | 8.8  | –   | 0.4  | –   | 20.1 | –   | 4.5 | –   | 0.5 | –   |     |     | 0.8 | –   |      |     |  |
| Sánchez Carrión   | 40.8   | 1    | 14.8 | –    | 4.4   | –     | 24.7 | –   | 11.8   | –      | 0.8  | –   | 2.0  | –   |      |     |     |     | 0.4 | –   | 0.3 | –   |     |     |      |     |  |
| Santiago de Chuco | 36.4   | 1    | 21.0 | –    | 2.5   | –     | 1.1  | –   | 18.8   | –      | 10.7 | –   | 0.4  | –   |      |     | 8.1 | –   | 0.5 | –   |     |     | 0.6 | –   |      |     |  |
| Trujillo          | 38.6   | 1    | 37.4 | –    | 16.1  | –     | 2.1  | –   | 1.2    | –      | 1.4  | –   | 0.8  | –   | 0.6  | –   | 0.6 | –   | 0.2 | –   | 0.7 | –   | 0.3 | –   |      |     |  |
| Virú              | 27.8   | –    | 42.8 | 1    | 4.2   | –     | 14.8 | –   | 0.8    | –      | 0.6  | –   | 7.8  | –   | 0.4  | –   |     |     |     |     | 0.2 | –   | 0.4 | –   |      |     |  |
| Total             | 37.1   | 8    | 32.1 | 1    | 12.5  | –     | 4.4  | 1   | 4.1    | –      | 3.8  | 2   | 1.5  | –   | 1.3  | –   | 0.8 | –   | 0.7 | –   | 0.6 | –   | 0.5 | –   | 0.4  | –   |  |

### Autoridades electas
| Cargo                                                     | Autoridad electa | Autoridad electa         | Partido político | Partido político              |
| --------------------------------------------------------- | ---------------- | ------------------------ | ---------------- | ----------------------------- |
| Presidente Regional de La Libertad                        |                  | César Acuña Peralta      |                  | Alianza para el Progreso      |
| Vicepresidente Regional de La Libertad                    |                  | Luis Valdez Farías       |                  | Alianza para el Progreso      |
| Consejero Regional de La Libertad (por Ascope)            |                  | Julio Miyamoto Saito     |                  | Alianza para el Progreso      |
| Consejera Regional de La Libertad (por Bolívar)           |                  | Rosa Calderón Aguilar    |                  | Alianza para el Progreso      |
| Consejero Regional de La Libertad (por Chepén)            |                  | Frank Sánchez Romero     |                  | Alianza para el Progreso      |
| Consejero Regional de La Libertad (por Gran Chimú)        |                  | Joel Díaz Velásquez      |                  | Alianza para el Progreso      |
| Consejero Regional de La Libertad (por Julcán)            |                  | Henry Guanilo Che        |                  | Restauración Nacional         |
| Consejero Regional de La Libertad (por Otuzco)            |                  | Omar Zavaleta Cortijo    |                  | Restauración Nacional         |
| Consejero Regional de La Libertad (por Pacasmayo)         |                  | Edwin Castellanos García |                  | Alianza para el Progreso      |
| Consejero Regional de La Libertad (por Pataz)             |                  | Manuel Quijano Muñoz     |                  | Súmate por una Nueva Libertad |
| Consejero Regional de La Libertad (por Sánchez Carrión)   |                  | Confesor Bermúdez Laiza  |                  | Alianza para el Progreso      |
| Consejero Regional de La Libertad (por Santiago de Chuco) |                  | Segundo Paredes Zavala   |                  | Alianza para el Progreso      |
| Consejero Regional de La Libertad (por Trujillo)          |                  | Dante Chávez Abanto      |                  | Alianza para el Progreso      |
| Consejero Regional de La Libertad (por Virú)              |                  | Edgar García Flores      |                  | Partido Aprista Peruano       |